# The Offspring (album)
A The Offspring az Offspring rockzenekar első albuma. Még bakeliten adták ki, és 3000 db-ot adtak el belőle. A "Beheaded" (lefejezve) című számot játszották a Kéz őrületben (Idle hands), amelyben a zenekar is játszott. 1989-ben jelent meg.

## Számok
1. Jennifer lost the war
2. Elders
3. Out on patrol
4. Crossroads
5. Demons
6. Beheaded
7. Tehran
8. A thousand days
9. Blackball
10. I'll be waiting
11. Kill the President

A zenekar:
1. Énekes, gitáros: Bryan "Dexter" Holland
2. Gitáros: Noodles
3. Basszusgitáros: Greg Kriesel
4. Dobos: Ron Welty

Kiadó: Nitro Records
Felvétel helye: South Coast Recording
Producer: Thom Wilson